# Valle dello Hunza
Lo Hunza (in urdu: ہنزہ) è una valle tracciata dall'omonimo fiume vicino a quelle di Gilgit e Nagar, situata nella regione di Gilgit-Baltistan, in Pakistan.
La valle dello Hunza si estende per circa 7.900 km². La città principale è Karimabad (precedentemente chiamata Baltit), anche nota attrazione turistica per lo spettacolare paesaggio dato da maestosi rilievi, come il Rakaposhi 7.788 m, l'Ultar Sar (7.388 m) e il Bojahagur Duanasir II (7329 m), e inoltre Ghenta, Hunza, Diran e Bubli Motin, vette che superano tutte i 6000 m.
Questa regione è anche conosciuta come il luogo dove si trova Shangri-La, la terra dove la gioventù è eterna. Lo scrittore statunitense James Hilton si è ispirato nella valle per il suo romanzo Orizzonte perduto (1933), messo in scena in due film: il primo nel 1937 e un remake nel 1973.

## Storia
Lo Hunza fu precedentemente uno Stato principesco confinante con la Cina a nord-est e il Pamir a nord-ovest, sopravvissuto fino al 1974, quando venne infine disciolto da Zulfikar Ali Bhutto. Confinava con l'agenzia di Gilgit a sud e il precedente stato principesco di Nagar a est. La capitale era la cittadina di Baltit (anche nota come Karimabad).
Lo Hunza fu un principato indipendente per più di 900 anni. I britannici ottennero il controllo dello Hunza e della vicina valle di Nagar tra il 1889 e il 1892, a seguito di cruenti scontri. L'allora thom (principe) il mir Safdar Ali Khan di Hunza fuggì verso Kashghar in Cina, cercando ciò che oggi può essere chiamato asilo politico.

### Thum
Il nome tradizionale dato al sovrano dello Hunza era thum, essendo anche una denominazione di rispetto usata sia dal popolo hunza sia da quello dei nager appartenente alla tribù di boorish. Gli shin usano il termine yeshkun per i boorish.

## Geografia

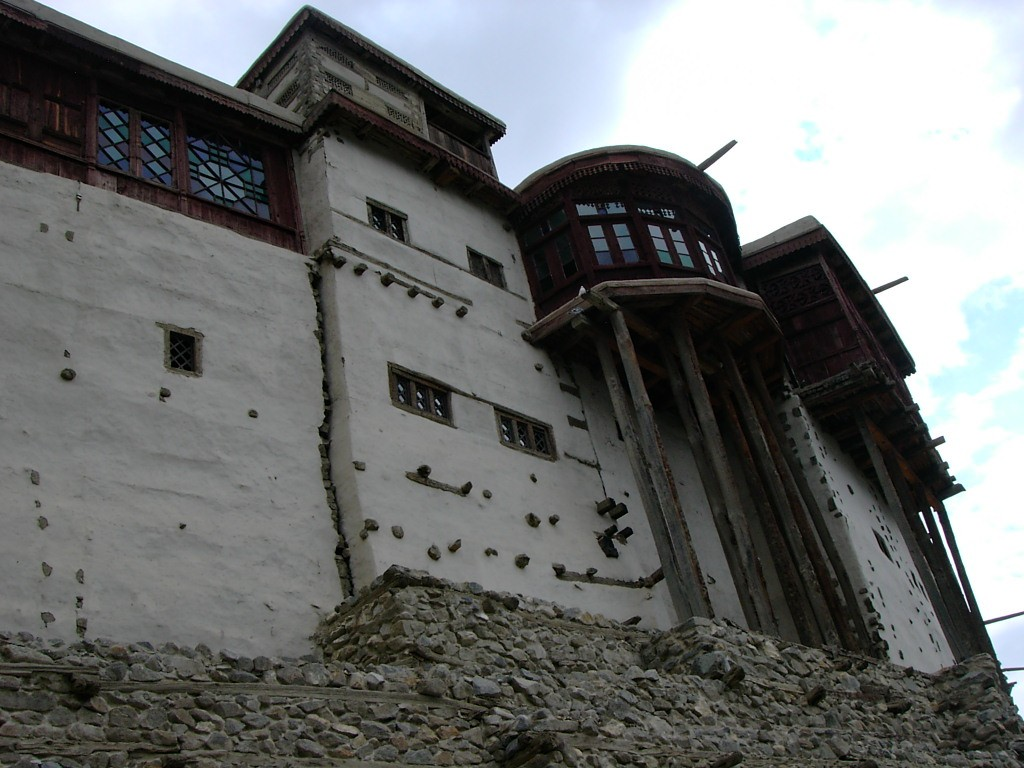
Forte Baltit, la precedente residenza dei mir di Hunza

La valle Hunza è situata a un'altitudine di circa 2500 m. e, per molti secoli, ha fornito il più rapido accesso ai regni di Swat e Gandhāra per una persona che avesse viaggiato a piedi. La via di comunicazione era impraticabile per gli animali da soma; soltanto i portatori umani avrebbero potuta attraversarla, e comunque soltanto con il permesso dei locali.
Questa regione era facile da difendere poiché i sentieri erano poco meno di mezzo metro di larghezza. I viottoli di montagna spesso si inerpicavano lungo strapiombi desolati, attraversando crepacci, con pietre in bilico in alto, ed esposti così costantemente alle incurie del tempo atmosferico e alla caduta di blocchi rocciosi. Questi costituivano i paurosissimi "passaggi sospesi" riportati nei resoconti delle storie cinesi che terrificavano tutti, compresi i famosi monaci buddisti cinesi come Xuánzàng.

## Clima

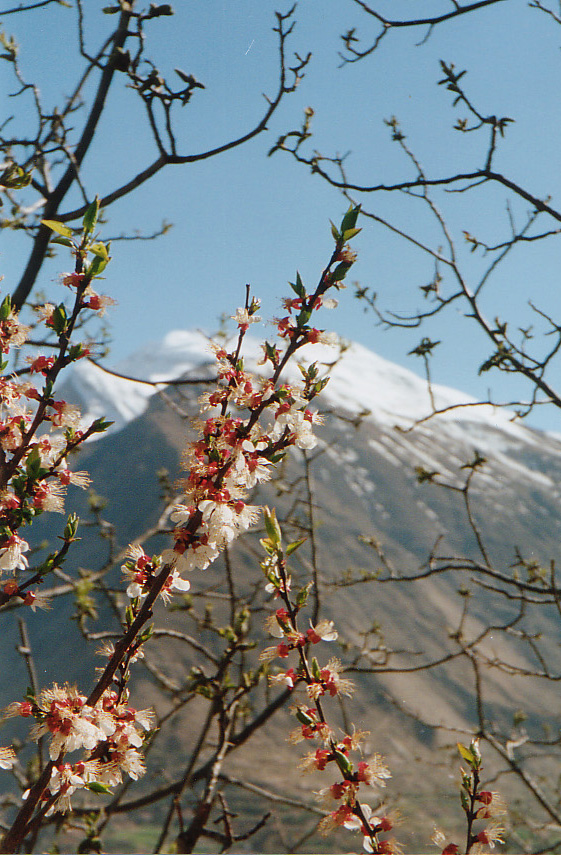
Primavera nella valle dello Hunza.

La temperatura nel mese di maggio arriva a un massimo di 27 °C e a un minimo di 14 °C; mentre a ottobre la temperatura massima è di 10 °C e la minima di -10 °C. La stagione turistica va generalmente da maggio a ottobre, poiché in inverno la strada del Karakorum è spesso bloccata dalla neve.

## Trasporti
Oggi, la famosa Strada del Karakorum attraversa la regione dello Hunza, collegando il Pakistan alla Cina attraverso il Passo di Khunjerab. Viaggiando da sud verso la valle, la regione dello Hunza viene a trovarsi sulla sinistra, e il precedente stato di Nagar a destra del fiume Hunza. Servizi di autobus regolari e autotrasporti in genere operano tra Gilgit e lo Hunza centrale (Aliabad e Karimabad) e anche tra Gilgit e Sost Gojal. L'ufficio del PTDC a Gilgit, Sost e Islamabad organizza viaggi e trasporti per i visitatori.

## Scenario spettacolare

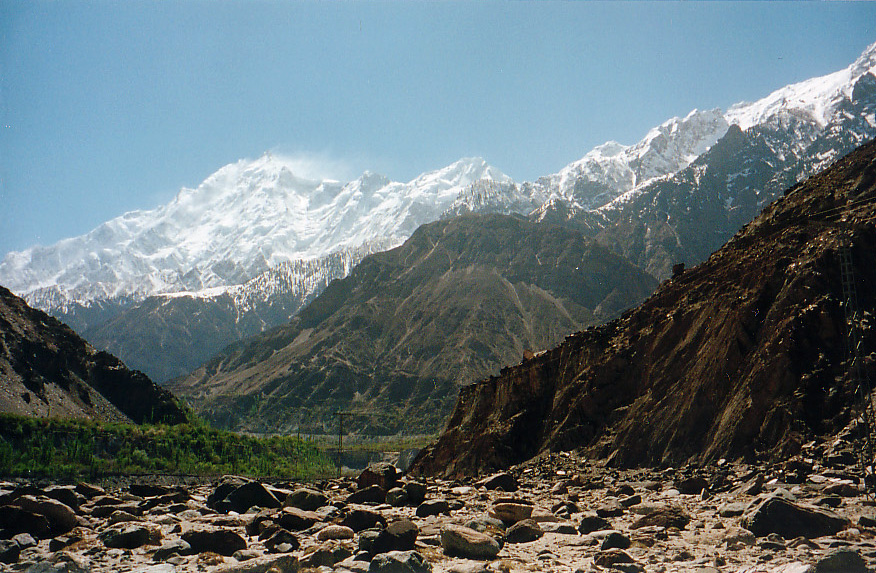
Rakaposhi, (7788 m)

Lo Hunza è uno dei luoghi più impressionanti del mondo. Molte vette s'innalzano oltre i 6000 m circondando la valle dello Hunza e fornendo vedute spettacolari di alcune delle più belle e magnifiche montagne del mondo, tra cui Rakaposhi (7788), Ultar Sar (7388 m), Bojahagur Duanasir II (7329 m), Ghenta (7090 m), Hunza (6270 m), Darmyani (6090 m), e Bublimotin (6000 m).
La valle dello Hunza ospita anche le antiche torri d'avvistamento, Baltit e Altit. La Rocca di Baltit si trova al di sopra di Karimabad, mentre la Rocca di Altit giace in basso nella valle.
Popolarmente si crede che la valle abbia fornito l'ispirazione a James Hilton per il suo racconto Orizzonte perduto del 1933 dove parla appunto della mitica valle di Shangri-La.
Mentre si viaggia per la strada del Karakorum, scenari bellissimi si rivelano al visitatore, il quale può osservare il ghiacciaio 'Batura', lungo 65 km, il secondo più esteso del Pakistan, circondato dalle vette Shishper, Batura e Kumpirdior. Pervenendo a Sost si può continuare il viaggio fino a Khunzhrav o voltare a ovest per assistere alla mistica bellezza della valle di Chipursan (anche detta Chapursan), che possiede alcuni luoghi turistici tra i più esotici di tutta l'area. Da Yarzerech (o Yarzirich) si può scorgere il maestoso Kundahill (6000 m), o fare escursioni lungo il Rishepzhurav fino a Kundahill per provare l'esperienza dei rasserenanti scenari. Dopo Yarzerech si può viaggiare oltre Lupghar, Raminj, Reshit, Yishkuk fino a Bobo Ghundi (Oston), il santuario di Baba-e-Ghund, un santo dell'Afghanistan vicino al confine tra Pakistan e la regione di Wakhan, nell'Afghanistan.

## Popolo hunza
Come la valle è famosa per la sua bellezza, così il popolo hunza è rinomato per la sua cordialità e ospitalità. Le lingue locali parlate sono il burushaski, wakhi e shina, molte persone comprendono l'urdu. Il tasso di alfabetizzazione della valle dello Hunza si crede sia del 90%. Virtualmente ogni bambino della nuova generazione studia fino al livello della scuola superiore. Molti proseguono gli studi in prestigiose scuole e università del Pakistan o all'estero.
La maggior parte degli hunza sono musulmani sciiti ismaeliti, seguaci di sua altezza il principe Karim Aga Khan IV.
La regione dello Hunza è patria di tre etnie:
- La regione dello Hunza inferiore - (da Khizerabad a Nasirabad è principalmente abitata dagli shinaki che parlano la lingua shina;
- La regione dello Hunza centrale - (da Murtazaabad ad Ahmedabad) è principalmente abitata da palanti del burushaski.
- La regione dello Hunza superiore, nota come Gojal - (da Shiskat a Khunjerab è principalmente popolata da parlanti della lingua wakhi;

La maggioranza delle persone sono musulmani sciiti ismailiti, seguaci dell'Aga Khan. L'attuale Aga Khan IV ha elargito molti finanziamenti per la regione, onde sostenere l'agricoltura e l'economia locale attraverso la rete di sviluppo dell'Aga Khan.

## Nuovo distretto
Nel 2015, lo Hunza è diventato un nuovo distretto del Gilgit-Baltistan. È già stata pianificata una sede per l'assemblea del consiglio legislativo del Gilgit-Baltistan (GBLA) per lo Hunza.

## Luoghi più importanti
- Rocca di Baltit
- Rocca di Altit
- Strada del Karakorum
- Karakorum
- Buruscio
- Karimabad
- Khizerabad
- Nasirabad
- Ahmedabad
- Hussainabad
- Murtazaabad
- Sikandarabad
- Jafarabad

La valle dello Hunza vista da Duikar.

La valle dello Hunza contiene molti piccoli villaggi, il primo dei quali è Khizerabad. Prima dell'inizio del XX secolo, si diceva che la popolazione della valle avesse una durata media della vita di 100 anni.  
Oggi invece è noto ai ricercatori che gli Hunza non sono un popolo longevo, e pertanto non vengono menzionati neanche come hot spot di Zona blu internazionale. Il mito della longevità hunziana è attribuibile alla letteratura romanzesca.